# Halowe Mistrzostwa Włoch w Lekkoatletyce 2010
Halowe Mistrzostwa Włoch w Lekkoatletyce 2010 – halowe zawody sportowe, które rozegrano w Ankonie 27 i 28 lutego. Relację z zawodów przeprowadziła stacja Rai Sport Più. Najbardziej wartościowy rezultat osiągnął trójskoczek Fabrizio Donato, który uzyskał najlepszy w tym roku wynik na świecie – 17,39.

## Rezultaty

### Mężczyźni
| Konkurencja               | 1. miejsce                                                                           | 1. miejsce | 2. miejsce                                                                             | 2. miejsce | 3. miejsce                                                                | 3. miejsce |
| ------------------------- | ------------------------------------------------------------------------------------ | ---------- | -------------------------------------------------------------------------------------- | ---------- | ------------------------------------------------------------------------- | ---------- |
| Bieg na 60 m              | Jacques Riparelli                                                                    | 6,73       | Giovanni Tomasicchio                                                                   | 6,76       | Massimiliano Dentali                                                      | 6,81       |
| Bieg na 400 m             | Domenico Fontana                                                                     | 47,70 PB   | Isalbet Juarez                                                                         | 48,12 SB   | Marco Perrone                                                             | 48,69      |
| Bieg na 800 m             | Giordano Benedetti                                                                   | 1:48,65    | Lukas Rifesser                                                                         | 1:49,96    | Mohamed Moro                                                              | 1:51,09    |
| Bieg na 1500 m            | Mario Scapini                                                                        | 3:45,38    | Stefano La Rosa                                                                        | 3:46,02 PB | Gilio Iannone                                                             | 3:47,73 SB |
| Bieg na 3000 m            | Christian Obrist                                                                     | 8:09,76    | Stefano La Rosa                                                                        | 8:08,81    | Simone Gariboldi                                                          | 8:11,63    |
| Bieg na 60 m przez płotki | John Mark Nalocca                                                                    | 7,93 PB    | Giorgio Berdini                                                                        | 8,03       | Andrea Alterio                                                            | 8,03 SB    |
| Sztafeta 4 x 1 okrążenie  | Aeronautica Militare Alessandro Berdini Enrico Minetto Davide Manenti Marco Moraglio | 1:26,96    | Atletica Firenze Marathon Gaetano Barone Arcangelo Morizio Fabio Fedele Samuele Mattei | 1:29,01    | Cento Torri Pavia Diego Zuodar Dorino Sirtoli Roberto Severi Walter Monti | 1:30,24    |
| Chód na 5000 m            | Alex Schwazer                                                                        | 18:46,49   | Jean Jacque Nkouloukidi                                                                | 19:11,13   | Daniele Paris                                                             | 20:02,53   |
| Skok wzwyż                | Giulio Ciotti                                                                        | 2,24       | Andrea Bettinelli                                                                      | 2,24       | Alessandro Talotti                                                        | 2,21       |
| Skok o tyczce             | Giorgio Piantella                                                                    | 5,40       | Marco Boni                                                                             | 5,30 =PB   | Matteo Rubbiani                                                           | 5,25       |
| Skok w dal                | Stefano Tremigliozzi                                                                 | 7,65       | Emanuele Formichetti                                                                   | 7,63 =PB   | Michele Boni                                                              | 7,62 PB    |
| Trójskok                  | Fabrizio Donato                                                                      | 17,39      | Fabrizio Schembri                                                                      | 16,55      | Daniele Greco                                                             | 16,15      |
| Pchnięcie kulą            | Marco Di Maggio                                                                      | 18,47      | Daniele Secci                                                                          | 18,38      | Paolo Dal Soglio                                                          | 18,06      |

### Kobiety
| Konkurencja               | 1. miejsce                                                                     | 1. miejsce | 2. miejsce                                                                           | 2. miejsce | 3. miejsce                                                           | 3. miejsce |
| ------------------------- | ------------------------------------------------------------------------------ | ---------- | ------------------------------------------------------------------------------------ | ---------- | -------------------------------------------------------------------- | ---------- |
| Bieg na 60 m              | Maria Aurora Salvagno                                                          | 7,37       | Ilenia Draisci                                                                       | 7,44       | Audrey Alloh                                                         | 7,46       |
| Bieg na 400 m             | Marta Milani                                                                   | 53.54 PB   | Chiara Bazzoni                                                                       | 54.07      | Maria Enrica Spacca                                                  | 54.26 SB   |
| Bieg na 800 m             | Elisa Cusma Piccione                                                           | 2:06,60    | Elisabetta Artuso                                                                    | 2:06,98    | Lorenza Canali                                                       | 2:08,49    |
| Bieg na 1500 m            | Elisa Cusma Piccione                                                           | 4:19,45 SB | Valentina Costanza                                                                   | 4:20,22 PB | Michela Zanatta                                                      | 4:21,15 SB |
| Bieg na 3000 m            | Federica Dal Ri                                                                | 9:05,87    | Agne Tschurtschenthaler                                                              | 9:07,39    | Valentina Costanza                                                   | 9:13,96    |
| Bieg na 60 m przez płotki | Marzia Caravelli                                                               | 8,26 PB    | Elisa Bettini                                                                        | 8,36 PB    | Francesca Doveri                                                     | 8,38 SB    |
| Sztafeta 4 x 1 okrążenie  | Forestale Flavia Arcioni Maria Enrica Spacca Martina Giovanetti Giulia Arcioni | 1:38,28    | Italgest Athletic Club Laura Gamba Martina Fugazza Michela D'Angelo Eleonora Sirtoli | 1:40,80    | Sesto Giorgia Candiani Chiara Colombo Francesca Maino Chiara Varisco | 1:41,36    |
| Chód na 3000 m            | Sibilla Di Vincenzo                                                            | 12:42,15   | Eleonora Anna Giorgi                                                                 | 12:55,86   | Agnese Ragonesi                                                      | 13:06,22   |
| Skok wzwyż                | Raffaella Lamera                                                               | 1,90 PB    | Elena Vallortigara                                                                   | 1,86       | Daniela Galeotti                                                     | 1,83 SB    |
| Skok o tyczce             | Elena Scarpellini                                                              | 4,30       | Giorgia Benecchi                                                                     | 4,30       | Giulia Cargnelli                                                     | 4,10       |
| Skok w dal                | Serena Amato                                                                   | 6,03       | Elisa Zanei                                                                          | 6,01 PB    | Elisa Trevisan                                                       | 5,98 PB    |
| Trójskok                  | Magdelin Martinez                                                              | 13,94      | Simona La Mantia                                                                     | 13,82      | Elena Vanessa Salvetti                                               | 12,93      |
| Pchnięcie kulą            | Julaika Nicoletti                                                              | 16,35 PB   | Elena Carini                                                                         | 14,09      | Mara Rosolen                                                         | 13,94 SB   |